# 彩虹橋 (北歐神話)

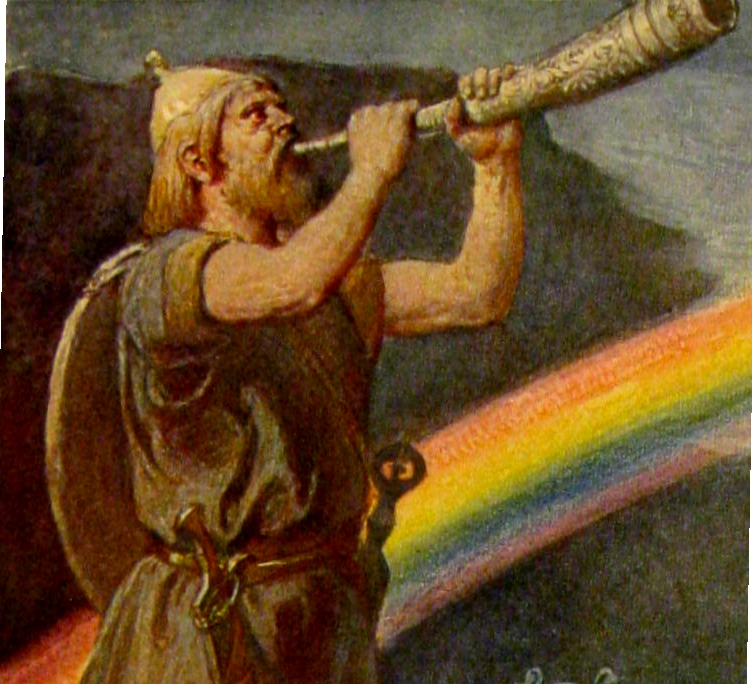
海姆達爾站在彩虹橋前，吹響號角。由Emil Doepler繪於1905年。

彩虹橋（Bifrost，Bifröst，古北歐語：Bilröst），意即「搖晃的天國道路」。在北歐神話中，是連結阿斯嘉特和米德加爾特（中庭）的巨大彩虹橋。
阿薩神族（Aesir）的諸神每天都會沿著彩虹橋來到世界之樹旁的兀兒德之泉開會。海姆達爾是此橋的守護者，他在此監視巨人國，防止他們對阿斯嘉特的侵擾。海姆達爾的居所「希敏約格」（Himinbjorg）其大廳就位在橋的末端。
在諸神的黃昏中，彩虹橋將被史爾特爾等巨人踐踏而崩塌。
關於彩虹橋的描述，大多出現在《散文埃達》裡，但《詩體埃達》也有提到一些。有些學者認為，原本在《詩體埃達》中，Bifrost指的是「銀河」，而《散文埃達》的作者史洛里·斯圖拉松重新詮釋後變成了彩虹。

## 流行文化
在漫威电影宇宙中，彩虹橋被形容為愛因斯坦-羅森橋，即為蟲洞。